# Budaniw
Budaniw (ukrainisch Буданів; russisch Буданов Budanow, polnisch Budzanów) ist ein Dorf im ukrainischen Oblast Ternopil am Fluss Seret.

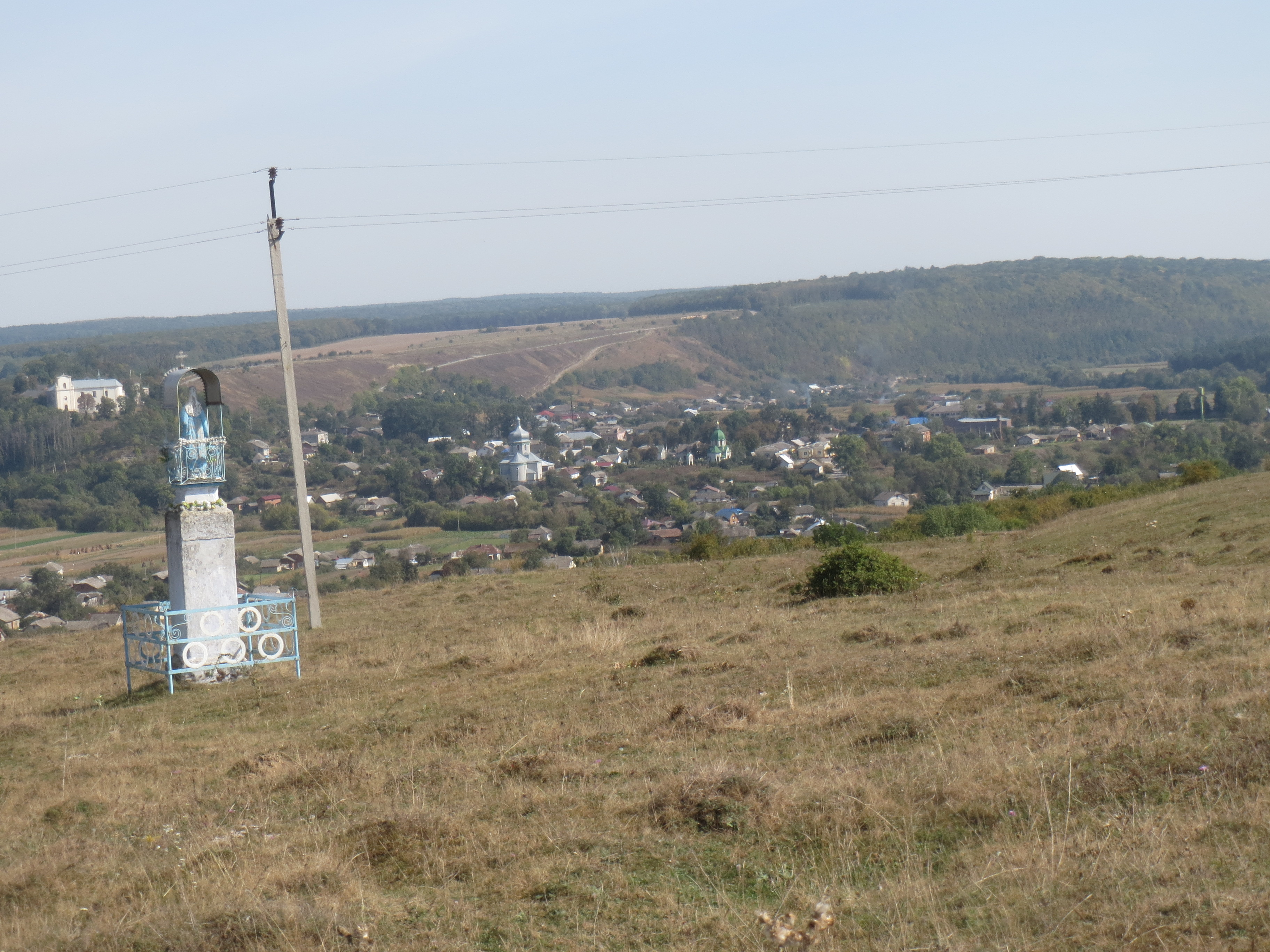
Blick auf Budaniw

Burg in Budaniw

## Geschichte
Das 1549 gegründete und in Ostgalizien gelegene Budzanów gehörte zunächst zum Halitscher Land innerhalb der Woiwodschaft Ruthenien (manchmal bis 1569 der Adelsrepublik Polen-Litauen zur Woiwodschaft Podolien) und dann ab 1772 bis zum Ende des Ersten Weltkrieges zu Österreich-Ungarn. Zwischen 1854 und 1867 war der Ort Sitz einer Bezirkshauptmannschaft, danach bis 1918 der Sitz eines Bezirksgerichts des Bezirks Trembowla.
Der Ort hatte 1900 ca. 5300 Einwohner; es gab römisch-katholische Gemeinden und eine Vielzahl chassidischer Juden. Heute hat der Ort ca. 1700 Einwohner.
Nach dem Zusammenbruch der Donaumonarchie am Ende des Ersten Weltkriegs im November 1918 war die Stadt kurzzeitig Teil der Westukrainischen Volksrepublik. Im Polnisch-Ukrainischen Krieg besetzte Polen im Juli 1919 auch die letzten Teile der Westukrainischen Volksrepublik. Am 21. November 1919 sprach der Hohe Rat der Pariser Friedenskonferenz Ostgalizien Polen zu.
Im Januar 1940 wurde der Ort zur Rajonshauptstadt des Rajons Budaniw bestimmt, dieser bestand bis zu seiner Auflösung im Jahre 1959.
Am 12. Juni 2020 wurde das Dorf ein Teil neu gegründeten Landgemeinde Biloboschnyzja; bis dahin bildete es zusammen mit dem Dorf Papirnja (Папірня) die Landratsgemeinde Budaniw (Буданівська сільська рада/Budaniwska silska rada) im Süden des Rajons Terebowlja.
Seit dem 17. Juli 2020 ist sie ein Teil des Rajons Tschortkiw.

## Söhne und Töchter des Ortes
- Soma Morgenstern * 3. Mai 1890 in Budzanów, † 17. April 1976 in New York City, deutschsprachiger jüdischer Schriftsteller, Journalist und Zeitzeuge
- Israel Lee Strasberg * 17. November 1901 in Budzanów, † 17. Februar 1982 in New York City, Schauspieler und Schauspiellehrer